# Der unbekannte Deserteur

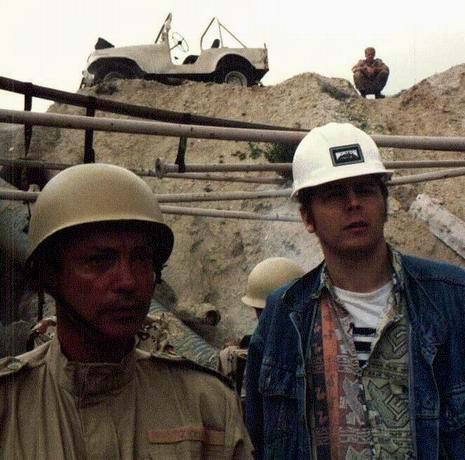
Schauspieler Udo Kier und Regisseur Thomas Frick am Set von "Der unbekannte Deserteur"

Der unbekannte Deserteur ist ein deutscher Kurzspielfilm und Antikriegsfilm aus dem Jahr 1994. Regie führte Thomas Frick, produziert wurde der Film von Thomas Zickler, der unter anderem für Kinoerfolge wie Knockin’ on Heaven’s Door, Keinohrhasen und Honig im Kopf verantwortlich war. In den Hauptrollen sind Ralph Jung, Marco Bahr und Udo Kier sowie in Nebenrollen Karoline Eichhorn und Alexander Schubert sowie als Cameo Ralph Moeller zu sehen.

## Handlung
Ein Deserteur und Pazifist „im nächsten Golfkrieg“ soll hingerichtet werden. Sein zwielichtiger Vorgesetzter stellt ihn vor die Wahl, sein Leben zu retten, indem er die Rollen mit einem Soldaten tauscht, welcher dem Vorgesetzten im Weg ist. Deserteur und Soldat verbringen eine Nacht in einem zum Gefängnis umfunktionierten Bad eines Ölscheichs. Am nächsten Tag entscheidet sich der Pazifist gegen den Rollentausch und wird hingerichtet.

## Hintergrund
Der unbekannte Deserteur entstand als erste Koproduktion der Potsdamer Hochschule für Film und Fernsehen „Konrad Wolf“ und der UCLA. Amerikanischer Mentor des Projektes war der Regisseur Roland Emmerich.
Der unbekannte Deserteur war der gemeinsame Diplomfilm des deutschen Produzenten Thomas Zickler und des deutschen Regisseurs Thomas Frick. Zusammen mit ihrem Kurzfilm Variete hatte der Film im Juni 1994 seinen bundesweiten Kinostart als Doublefeature. Die Fernsehausstrahlung im ORB erfolgte am 19. Dezember 1994. Der unbekannte Deserteur nahm an zahlreichen Festivals teil und gewann den „Finalist Award“ beim Worldfest Houston.

## Kritik
„Trotz dramaturgischer Unzulänglichkeiten ein beeindruckender Talentbeweis.“